# نفت سفيد
نفت سفيد هي مدينة في مقاطعة مسجد سليمان، إيران. عدد سكان هذه المدينة هو 535 في سنة 2006.